# Point of Departure (альбом Эндрю Хилла)
Point of Departure — студийный альбом американского джазового пианиста и композитора Эндрю Хилла, записанный в 1964 году и выпущенный в 1965 году на лейбле Blue Note. Альбом включает Хилла в секстете с альт-саксофонистом Эриком Долфи, тенор-саксофонистом Джо Хендерсоном, трубачом Кенни Дорэмом, басистом Ричардом Дэвисом и барабанщиком Тони Уильямсом .
Point of Departure был переиздан на компакт-дисках Blue Note в 1988 году и снова в 1999 году, когда инженер звукозаписи Руди Ван Гелдер сделал ремастеринг альбома, добавив альтернативные дубли «New Monastery», «Flight 19» и «Dedication».

## Прием
| Оценки критиков               | Оценки критиков |
| Источник                      | Оценка          |
| ----------------------------- | --------------- |
| AllMusic                      | [ 2 ]           |
| Penguin Guide to Jazz         | , «корона»      |
| Encyclopedia of Popular Music | [ 4 ]           |

В обзоре AllMusic Тома Джурека альбом назван «звездной датой, важной для любой репрезентативной джазовой коллекции и записью, которая в XXI веке по-прежнему указывает джазу путь в будущее». В Penguin Guide to Jazz поставили альбому четыре звезды из четырёх и дали специальную награду «корона» и включили его как часть избранной «Основной коллекции». Композиция «Dedication» изначально называлась «Cadaver» и пытается «выразить чувство большой утраты». Печальная аура пьесы была такова, что, сыграв отрывок из этой пьесы, Дорэм немного прослезился.

## Список композиций
Вся музыка написана Эндрю Хиллом.
| №  | Название                               | Длительность |
| -- | -------------------------------------- | ------------ |
| 1. | «Refuge»                               | 12:16        |
| 2. | «New Monastery»                        | 7:05         |
| 3. | «Spectrum»                             | 9:47         |
| 4. | «Flight 19»                            | 4:18         |
| 5. | «Dedication»                           | 6:45         |
| 6. | «New Monastery» (альтернативный дубль) | 6:13         |
| 7. | «Flight 19» (альтернативный дубль)     | 3:49         |
| 8. | «Dedication» (альтернативный дубль)    | 7:01         |

## Принимали участие

### Музыканты
- Кенни Дорэм[англ.] — труба
- Эрик Долфи — альт-саксофон (1, 2, 3), бас-кларнет (3, 4, 5), флейта (3)
- Джо Хендерсон — тенор-саксофон (все), флейта (3)
- Эндрю Хилл — фортепиано
- Ричард Дэвис — контрабас
- Тони Уильямс — ударные

### Производство
- Альфред Лайон[англ.] — производство
- Руди Ван Гелдер[англ.] — инженер звукозаписи
- Нэт Хентофф — примечания к вкладышу
- Рид Майлз[англ.] — фотография, дизайн